# ネウケンサウルス
ネウケンサウルス Neuquensaurus (「ネウケン川のトカゲ」の意)は、白亜紀後期、約8000万年前のアルゼンチンとウルグアイで見つかっているサルタサウルス類の竜脚類の属の一つ。化石は名前の由来となっているネウケン川近くのシンコサルトスのアナクレト累層周辺の露頭で発見されている。

## 研究史

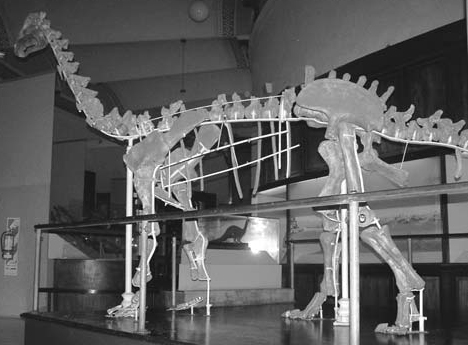
N. australisの復元骨格

1893年、ライデッカーは脊椎と四肢の要素に基づき、ティタノサウルス・アウストラリス（"Titanosaurus australis"）を命名した。その化石はサンティアゴ・ロスとロメロにより、ネウケン州のネウケン川で発見され、ライデッカーは単一の個体のものであると判断した。6つの尾椎が MLP Ly 1-6-V-28-1とナンバリングされ、その種のホロタイプとされた。それらは恐らくアナクレト累層産である。
ティタノサウルス・アウストラリスとされたいくつかの要素は、1929年にフリードリッヒ・フォン・ヒューネによってラプラタサウルス・アラウカニクス(Laplatasaurus araukanicus)と改められた。同年、フォン・ヒューネはティタノサウルス・アウストラリスとされた四肢要素は誤りであるとし、その標本をティタノサウルス・ロブストゥス(Titanosaurus robustus)として記載しなおした。しかし、脊椎骨については有意な差異は見出されなかった 。ロブストゥス種記載時、フォン・ヒューネはそれが別属や別種とはまったく考えなかった。1978年、4つのレコタイプ(MLP 26-250, MLP 26-252, MLP 26-254, そして MLP 26-259)が選ばれた。それらはそれぞれ左上腕骨、両方の橈骨、左の尺骨である。
1986年、ハイメ・パウエルは、ティタノサウルス・アウストラリスはティタノサウルス・インディクス（Titanosaurus indicus）にもラプラタサウルス・アラウカニクスにも似ていないと結論づけ、ネウケンサウルスとして属を分けた。しかしながら彼はネウケンサウルス・アウストラリスとN. ロブストゥスの記載論文を未発表のままにした為、これらは無効名となった。1990年、この2種はジョン・マッキントッシュによりサルタサウルス属として記載されたが、見出された特徴は、属の分離を正当化するのに十分な分類学的重要性を持たないとボナパルテによって指摘された。
1992年、パウエルはティタノサウルス・アウストラリスを、コンビネーションノバ（既に存在している学名に基づき導入される新しい学名）としてネウケンサウルス・アウストラリスと再記載した。彼はまた、ティタノサウルス・ロブストゥスが新属に分類可能であることに気づいたが、疑問名になることが明白だったので診断に足らないと考えた。

## 記載

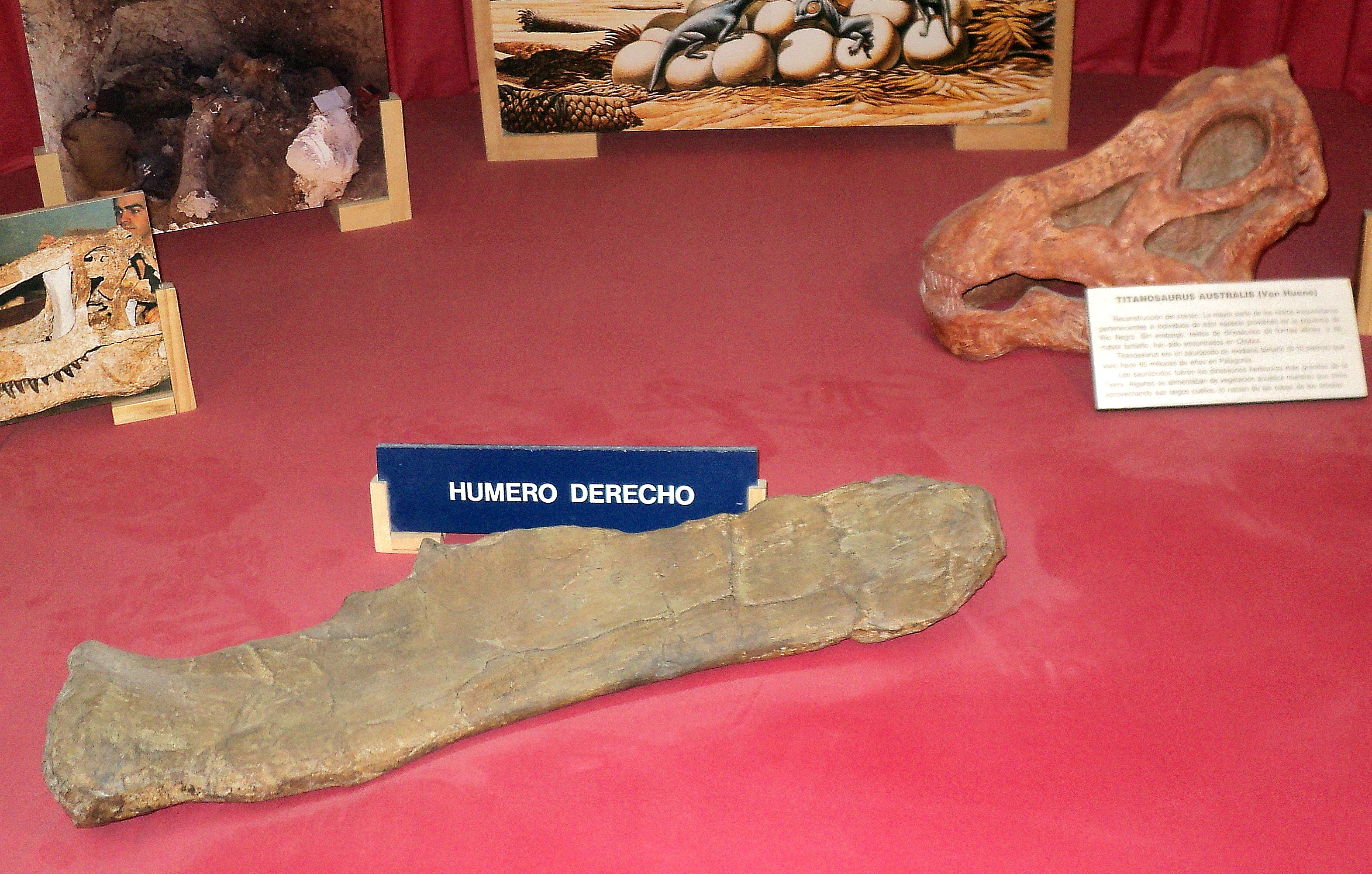
化石

この恐竜は装甲状の皮骨を備えていたと信じられている。小型竜脚類の一つで、上腕骨は75cmしかない。パタゴニアの竜脚類では最も完全に知られているものの一つである。加えて、1893年にライデッカーによって発見された最初の化石は、20世紀初頭までに採集された化石の代表でもある。2005年に、良好に保存され部分的に関節した標本（2つの皮骨を含む）が記載され、未記載の追加の化石も最近見つかっている。

### 骨格
ネウケンサウルスはほぼ完全な骨格が見つかっている。保存された要素の中には肩甲骨がある。肩甲骨は、関節球と一体化している。これは、オピストコエリカウディアにも見られる特徴である。一般的な側面では、肩甲骨はサルタサウルス、オピストコエリカウディア、リライノサウルス、およびアラモサウルスに似ている。肩甲骨上部の輪郭はほぼ四角形であり、サルタサウルスとリライノサウルス、オピストコエリカウディア、ラペトサウルス、イシサウルスと共通する。これらすべての属において丸い関節球が見られる。

### 固有派生形質
ネウケンサウルスと他のティタノサウルス類を区別する特徴は多い。以下2010年のオテロによるリスト。
- 扁平な尾部後部背腹側中心部をもつ;
- そして腓骨関節部が高度に発達する。

## 分類
ネウケンサウルスは派生的なサルタサウルス類である。サルタサウルス、ロカサウルス、ボナティタンに近縁で、それらと共にサルタサウルス亜科を構成する。